# Alexsandro de Souza Ribeiro
Alexsandro Victor de Souza Ribeiro (Río de Janeiro, 9 de agosto de 1999), conocido solo como Alexandro, es un futbolista brasileño. Juega de defensa y su equipo es el Lille O. S. C. de la Ligue 1 de Francia.

## Trayectoria
Formado en las inferiores del Flamengo y el Resende, comenzó su carrera en Portugal en 2019, donde vistió las camisetas del S. C. Praiense, el Amora F. C. y el G. D. Chaves.
En 2022 fichó por el Lille O. S. C. de la Ligue 1 de Francia.

## Selección nacional
El 5 de junio de 2025 debutó con la selección de Brasil en un partido de clasificación para el Mundial 2026 frente a Ecuador que finalizó en empate a cero.

## Estadísticas
Actualizado al último partido disputado el 17 de mayo de 2025.
| Club                    | Div.          | Temporada     | Liga  | Liga  | Copas nacionales | Copas nacionales | Copas internacionales | Copas internacionales | Total | Total |
| Club                    | Div.          | Temporada     | Part. | Goles | Part.            | Goles            | Part.                 | Goles                 | Part. | Goles |
| ----------------------- | ------------- | ------------- | ----- | ----- | ---------------- | ---------------- | --------------------- | --------------------- | ----- | ----- |
| S. C. Praiense Portugal | 3.ª           | 2018-19       | 10    | 0     | —                | —                | —                     | —                     | 10    | 0     |
| S. C. Praiense Portugal | 3.ª           | 2019-20       | 20    | 3     | —                | —                | —                     | —                     | 20    | 3     |
| S. C. Praiense Portugal | Total club    | Total club    | 30    | 3     | 0                | 0                | 0                     | 0                     | 30    | 3     |
| Amora F. C. Portugal    | 3.ª           | 2020-21       | 24    | 0     | 3                | 0                | —                     | —                     | 27    | 0     |
| Amora F. C. Portugal    | Total club    | Total club    | 24    | 0     | 3                | 0                | 0                     | 0                     | 27    | 0     |
| G. D. Chaves Portugal   | 2.ª           | 2021-22       | 33    | 3     | 1                | 0                | —                     | —                     | 34    | 3     |
| G. D. Chaves Portugal   | Total club    | Total club    | 33    | 3     | 1                | 0                | 0                     | 0                     | 34    | 3     |
| Lille O. S. C. Francia  | 1.ª           | 2022-23       | 21    | 3     | 2                | 0                | —                     | —                     | 23    | 3     |
| Lille O. S. C. Francia  | 1.ª           | 2023-24       | 29    | 0     | 2                | 1                | 11                    | 0                     | 42    | 1     |
| Lille O. S. C. Francia  | 1.ª           | 2024-25       | 30    | 1     | 3                | 0                | 14                    | 0                     | 47    | 1     |
| Lille O. S. C. Francia  | Total club    | Total club    | 80    | 4     | 7                | 1                | 25                    | 0                     | 112   | 5     |
| Total carrera           | Total carrera | Total carrera | 167   | 10    | 11               | 1                | 25                    | 0                     | 203   | 11    |